# ジョン・ガーフィールド
ジョン・ガーフィールド（John Garfield、本名: Jacob Julius Garfinkle、1913年3月4日 - 1952年5月21日）は、アメリカ合衆国の俳優。ニューヨーク出身。東欧ユダヤ系移民出身。

## 略歴
学生時代にボクシングと演技に出会うが、猩紅熱が元で心臓が弱く、ボクシングの道を断念、奨学金を得てマリア・オースペンスカヤの演劇学校に進む。1932年にブロードウェイ・デビューを果たす。しばらく舞台で活躍し、ハリウッドに移り映画に出演するようになる。1938年に出演した『四人の姉妹』で第11回アカデミー賞の助演男優賞にノミネート。『郵便配達は二度ベルを鳴らす』ではラナ・ターナーと共に主演を務めるなど、スターとしての地位を築く。
しかし、1940年代に吹き荒れた赤狩りに巻き込まれ、ハリウッドのブラック・リストに載せられてしまう。
もともと心臓が悪く、またブラック・リストに載せられたストレスもあってか、39歳という若さで死去。

## 主な出演作品
| 公開年 | 邦題 原題                                                  | 役名                         | 備考 |
| ------ | ---------------------------------------------------------- | ---------------------------- | ---- |
| 1938   | 四人の姉妹 Four Daughters                                  | ミッキー・ボーデン           |      |
| 1939   | ゼイ・メイド・ミー・ア・クリミナル They Made Me a Criminal | ジョニー・ブラッドフィールド |      |
| 1939   | 特ダネ監獄 Blackwell's Island                              | ティム・ヘイドン             |      |
| 1939   | 革命児ファレス Juarez                                      | ポルフィリオ・ディアス       |      |
| 1939   | 流れ者・さすらう二人 Dust Be My Destiny                    | ジョー・ビル                 |      |
| 1941   | 海の狼 The Sea Wolf                                        | ジョージ                     |      |
| 1943   | 空軍/エア・フォース Air Force                              | 射撃手                       |      |
| 1943   | 黒い足音 The Fallen Sparrow                                | ジョン・マッキトリック       |      |
| 1944   | ハリウッド玉手箱 Hollywood Canteen                         |                              |      |
| 1944   | 霧の中の戦慄 Between Two Worlds                            | トム・プライアー             |      |
| 1946   | 郵便配達は二度ベルを鳴らす The Postman Always Rings Twice  | フランク・チャンバース       |      |
| 1946   | ユーモレスク Humoresque                                    | ポール                       |      |
| 1947   | ボディ・アンド・ソウル Body and Soul                       | チャーリー・デイヴィス       |      |
| 1947   | 紳士協定 Gentleman's Agreement                             | デイヴ・ゴールドマン         |      |
| 1948   | 悪の力 Force of Evil                                       | ジョー・モース               |      |
| 1949   | ストレンジャーズ6 We Were Strangers                        | トニー                       |      |
| 1950   | さすらいの涯 Under My Skin                                 | ドン・バトラー               |      |
| 1950   | 破局 The Breaking Point                                    | ハリー・モーガン             |      |
| 1951   | その男を逃すな He Ran All the Way                          | ニック                       |      |